# Kassagh
Der Kassagh (armenisch Քասաղ; engl. Transliteration Kasagh oder Kasakh; auch Kasach oder Aparantscha) ist ein linker Nebenfluss des Mezamor (auch Sewdschur genannt) im mittleren Westen des modernen Armenien. 
Er entspringt an der Nordflanke des Aragaz in der Provinz Schirak. Er fließt anfangs nach Osten in die Provinz Aragazotn, wendet sich später nach Süden und fließt in die Provinz Armawir und mündet schließlich in den Mezamor, einen linken Nebenfluss des Aras. Am Mittellauf liegt die Stadt Aparan sowie der Aparan-Stausee. Weiter flussabwärts durchfließt der Kassagh die Stadt Aschtarak. Der Kassagh hat eine Länge von 89 km. Er entwässert ein Areal von 1480 km². Ein Teil des Flusswassers wird zu Bewässerungszwecken abgeleitet.
Flussabwärts in der Nähe des Klosters Howhannawank stürzt am östlichen Hang der Schlucht ein Wasserfall in zwei Stufen herab (auf dem Panoramabild rechts im Hintergrund zu sehen), der mit 70 m gesamter Fallhöhe der höchste Armeniens ist.